# Martin Hellman
Martin Edward Hellman (nascut el 2 d'octubre 1945) és un criptògraf estatunidenc, conegut sobretot per inventar la criptografia de clau pública juntament amb Whitfield Diffie i Ralph Merkle. Hellman ha contribuït durant molt de temps al debat sobre la privacitat en la informàtica, i més recentment, ha promogut estudis d'anàlisi de risc sobre amenaces nuclears, incloent el web NuclearRisk.org.

## Biografia
Va llicenciar-se a la Universitat de Nova York el 1966, i a Stanford va obtenir el màster l'any 1967 i el doctorat el 1969, sempre en enginyeria elèctrica. Entre 1968 i 1969 va treballar al Centre de Recerca Watson d'IBM, on va trobar-se amb Horst Feistel. Entre 1969 i 1971 fou professor ajudant al MIT. Va passar a Stanford el 1971 com a professor, treballant-hi fins al 1996 que va convertir-se en Professor Emèrit.

## Criptografia de clau pública
L'article de Hellman i Whitfield Diffie New Directions in Cryptography es va publicar el 1976. Introduïa un mètode totalment nou de distribuir claus criptogràfiques, que va permetre resoldre un dels problemes fonamentals de la criptografia, la distribució de claus. Es coneix com a intercanvi de claus Diffie-Hellman. Sembla que l'article va estimular el desenvolupament, que fou pràcticament immediat, d'una nova classe d'algorismes de xifrat, de clau asimètrica. Hellman i Diffie van obtenir la Marconi Fellowship i el premi associat el 2000 per la seva feina en criptografia pública i per ajudar a fer de la criptografia una àrea legítima de recerca acadèmica, i van rebre el Premi Turing de 2015 per la mateixa feina.

## Debat sobre la privacitat als ordinadors
Hellman ha contribuït durant molt de temps al debat sobre la privacitat als ordinadors. Ell i Diffie van ser els crítics més destacats de la curta llargada de la clau del Data Encryption Standard (DES) el 1975. Es conserva una gravació de la seva crítica de DES feta a Stanford el 1976 amb Dennis Branstad de l'NBS i representants de la National Security Agency. Les seves preocupacions eren ben fundades: més tard s'ha sabut que l'NSA va intervenir activament amb IBM i l'NBS per escurçar la mida de la clau, i que la mida petita de la clau permetia exactament la mena d'equipament per atacar en paral·lel el xifrat que Hellman i Diffie havien imaginat. Quan es van construir aquests equips de manera pública, va quedar clar que DES era insegur i obsolet. El 2012, una màquina comercial de podia recuperar una clau DES en qüestió de dies per un preu aproximat de 10.000 dòlars.
Hellman també va formar part (1994–96) del Comitè de Recerca Nacional per estudiar la política criptogràfica, les recomanacions del qual s'han implementat.

## Seguretat internacional
Hellman s'ha dedicat des de 1985 a la recerca en seguretat internacional.

### Beyond War
Hellman es va implicar d'inici en el moviment Beyond War (Més enllà de la guerra), fent d'editor principal per al llibret "BEYOND WAR: A New Way of Thinking" booklet.

### Breakthrough
El 1987 més de 30 intel·lectuals es van ajuntar per crear edicions en rus i en anglès del llibre Breakthrough: Emerging New Thinking, Soviet and Western Scholars Issue a Challenge to Build a World Beyond War. Anatoly Gromyko i Martin Hellman en van ser els editors principals. Els autors del llibre examinaven preguntes com ara: com podem superar les forces inexorables que porten a un xoc entre els Estats Units i la Unió Soviètica? Com construïm una visió comuna per al futur? Com podem reestructurar el nostre pensament per sincronitzar-lo amb l'imperatiu del món modern?

### Desactivar l'amenaça nuclear
El projecte actual de Hellman en seguretat internacional és desactivar l'amenaça nuclear. En concret, està estudiant les probabilitats i riscos associats amb les armes nuclears i fomentant més recerca internacional en aquesta àrea. El seu web NuclearRisk.org ha estat recomanat per unes quantes persones notables, incloses un antic Director de la National Security Agency, el President Emèrit de Stanford, i dos premis Nobel.
Hellman és membre de la Junta de Daisy Alliance, una organització no governamental d'Atlanta, Georgia, que promou la seguretat global mitjançant la no proliferació nuclear i el desarmament.

## Premi Turing
Hellman va guanyar el Premi Turing de 2015 conjuntament amb Whitfield Diffie. El Premi Turing es considera generalment el premi més prestigiós en el camp de la informàtica, equivalent al Nobel. El motiu del premi fou: "Per contribucions fonamentals a la criptografia moderna. L'article pioner de 1976, "New Directions in Cryptography," va presentar les idees de criptografia de clau pública i signatures digitals, que són el fonament de la majoria de protocols de seguretat que s'utilitzen normalment a Internet avui en dia."